# Alexandra Jóhannsdóttir
Alexandra Jóhannsdóttir, född den 19 mars 2000, är en isländsk fotbollsspelare. Hon representerar damallsvenska Kristianstads DFF och det isländska landslaget.

## Biografi
Árnadóttir inledde sin seniorkarriär i det isländska laget Haukar år 2017. Mellan 2021 och 2022 spelade hon för tyska Eintracht Frankfurt och 2022 till 2025 spelade hon för Fiorentina innan hon valde att flytta till Kristianstads DFF. Hon har även representerat det isländska damlandslaget där hon debuterade 2019.